# 飯山常成
飯山 常成（いいやま つねしげ）は、日本の外交官。ジンバブエ駐箚特命全権大使を経て、初代スロベニア駐箚特命全権大使を務めた。

## 経歴・人物
1969年中央大学法学部卒業。外務省経済協力局有償資金協力課企画官、外務省大臣官房企画官、外務省考査政評価官等を経て、2002年から駐ジンバブエ特命全権大使を務め（非常駐の駐アンゴラ特命全権大使を兼任）、アンゴラ政府に拿捕された日本船の解放交渉に尽力し、川口賞を受賞。2006年から初代駐スロベニア特命全権大使を務めた。2018年春の叙勲で瑞宝中綬章受章。